# Short S.8 Calcutta
Lo Short S.8 Calcutta era un idrovolante di linea trimotore biplano a scafo centrale, prodotto in piccola serie dall'azienda britannica Short Brothers tra i tardi anni venti e i primi anni trenta.

## Storia

### Sviluppo

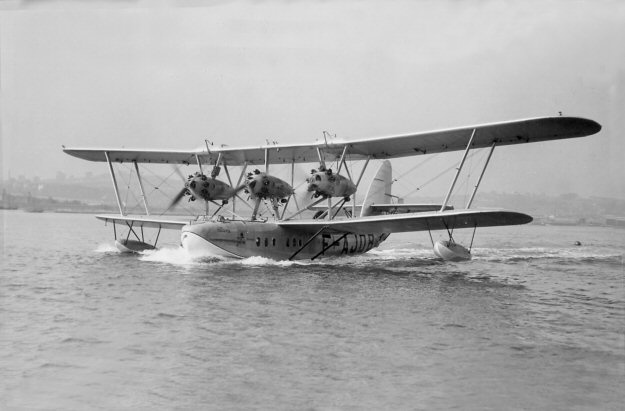
Un Calcutta in flottaggio.

Intorno alla metà degli anni venti la Imperial Airways ritenne necessario dotarsi di un nuovo idrovolante in grado di collegare il mar Mediterraneo al Raj Britannico. Alle specifiche emesse dalla compagnia aerea britannica rispose la Short Brothers sviluppando un progetto derivato dal bimotore Short S.5 Singapore ad uso militare. Il nuovo velivolo, al quale venne assegnata la designazione S.8 Calcutta, riproduceva l'impostazione a scafo centrale del suo predecessore introducendo alcune differenze: oltre l'adozione di un impianto motore a tre unità in configurazione traente l'innovazione più caratteristica era l'adozione di un'innovativa tecnologia, la costruzione dello scafo interamente in metallo a rivestimento lavorante. L'equipaggio era composto di tre membri, pilota e copilota che occupavano un abitacolo aperto mentre l'operatore radio condivideva lo scompartimento viaggiatori chiuso con i 15 passeggeri.
Dopo essere stato spostato dallo stabilimento di Belfast e lasciato la notte a galleggiare per controllare eventuali infiltrazioni nello scafo il Calcutta venne portato in volo per la prima volta il giorno seguente, 14 febbraio 1928, ai comandi del pilota collaudatore dell'azienda John Lankester Parker ed il maggiore Herbert G. Brackley dell'Imperial Airways come copilota. Il successivo 15 marzo, dopo aver acquisito la registrazione G-EBVG, venne consegnato da Parker e Brackley al Marine Aircraft Experimental Establishment, a Felixstowe, per ricevere il certificato di aeronavigabilità e controllarne le caratteristiche di galleggiamento. Dopo il termine delle valutazioni, conclusosi con successo il 27 luglio dello stesso anno, il Calcutta venne restituito alla Shorts lo stesso giorno. Il G-EBVG venne quindi consegnato alla Imperial Airways il 9 agosto 1928.

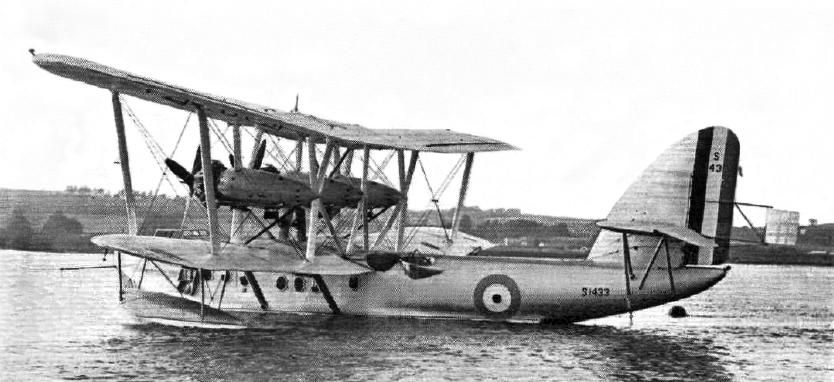
Uno Short Rangoon ripreso nel 1931

Il totale di S.8 Calcutta costruiti si attestò, al termine della produzione, su 7 esemplari. Una versione ad uso militare del modello, originariamente conosciuta come Calcutta (Service type), venne realizzata con la designazione ufficiale Short Rangoon. Nel 1934 un Calcutta venne acquistato dall'azienda francese Société anonyme des ateliers d'aviation Louis Breguet dal quale sviluppò una versione militare per la Marine nationale, la marina militare francese, conosciuto come Breguet S.8/2, risultato molto simile al Rangoon. La Breguet ne costruì quattro esemplari su licenza presso i propri stabilimenti di Le Havre e successivamente ne sviluppò una variante da ricognizione marittima, il Breguet Bre 521 Bizerte.

### Impiego operativo
L'S.8 Calcutta iniziò la sua carriera operativa nel 1928, utilizzato dalla Imperial Airways per congiungere il Mediterraneo a Karachi tappa sulla rotta che congiungeva la Gran Bretagna all'India, nel Raj Britannico.
Il 1º agosto di quell'anno Parker, accompagnato da Oswald Short, condusse il G-EBVG da Westminster in flottaggio sul Tamigi tra Vauxhall e Lambeth Bridge. Venne quindi ormeggiato al largo dell'Albert Embankment per tre giorni in modo da consentire, tra gli altri, ai membri del Parlamento britannico (tra cui l'allora Cancelliere dello Scacchiere, Winston Churchill) ed ai membri della Camera dei Lord di poterlo visitare.
In seguito si aggiunsero alla flotta altri due esemplari entro l'aprile 1929 volando su rotte passeggeri costiere da Genova ad Alessandria d'Egitto via Atene, Corfù, Napoli, e Roma. Un certo numero di Calcutta sono stati utilizzati su rotte più brevi ed altri vennero equipaggiati con strumentazione di navigazione per permettere servizi di trasporto aereo a lungo raggio tra avamposti dell'Impero britannico.

## Descrizione tecnica

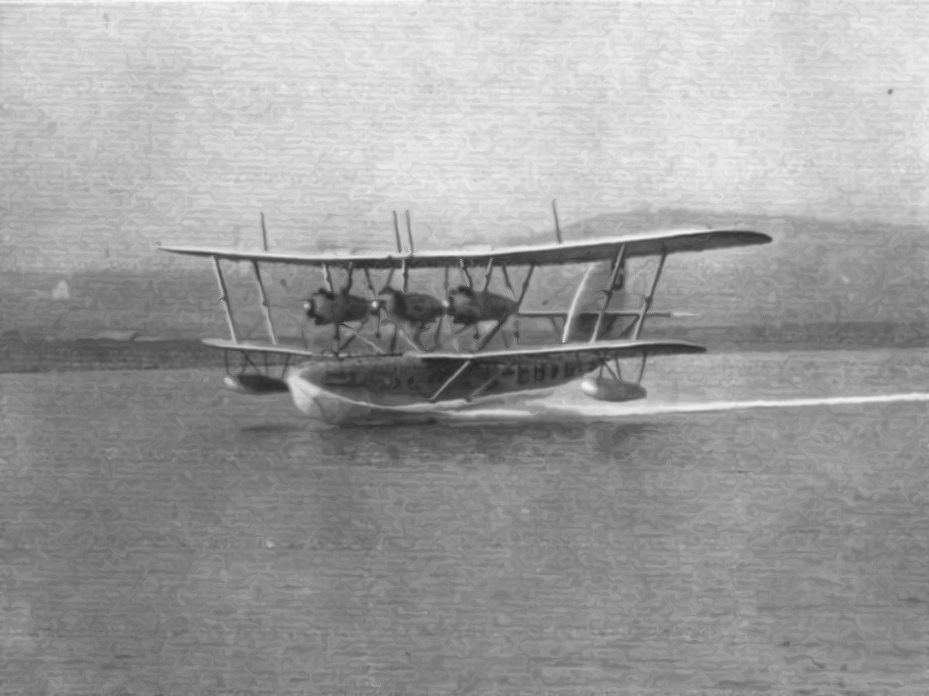
Un calcutta in flottaggio.

Il Calcutta era un velivolo caratterizzato dallo scafo interamente metallico e dall'aspetto che conservava l'impostazione classica per gli idrovolanti del periodo, basati su uno scafo centrale con galleggianti equilibratori posti sotto la velatura biplana.
Lo scafo, realizzato principalmente in alluminio anodizzato, presentava una cabina di pilotaggio aperta posizionata sulla parte anteriore destinata a pilota e copilota mentre lo scompartimento viaggiatori, da 15 posti a sedere per i passeggeri più una postazione per l'operatore radio, era ermeticamente chiuso, dotato di tre piccoli oblò per lato e raggiungibile tramite un portello situato sul fianco sinistro. Posteriormente terminava in un impennaggio cruciforme monoderiva caratterizzato da due piccole derive ausiliarie collegate direttamente al timone e piani orizzontali controventati da una struttura tubolare "ad N".
La configurazione alare era biplano-sesquiplana, con l'ala superiore di maggiore apertura, posizionate su un unico asse verticale. L'ala superiore, montata alta a parasole, era collegata con l'inferiore, montata alta sulla fusoliera, da una coppia di montanti obliqui esterni per lato più tre tralicci tubolari interni dove erano collocate le gondole motore, il tutto integrato da tiranti in cavetto d'acciaio. L'ala inferiore era caratterizzata da una radice particolarmente spessa per evitare la necessità di ulteriori montanti alari, a vantaggio dell'aerodinamicità complessiva, ed integrava i due galleggianti equilibratori posti sotto la sua superficie inferiore.
La propulsione era affidata a tre motori Bristol Jupiter in configurazione traente, dei radiali raffreddati ad aria in grado di erogare una potenza pari a 540 hp (403 kW) ciascuno, racchiusi in tre gondole posizionate tra i montanti alari centrali, abbinati ad eliche quadripala.

## Utilizzatori
Regno Unito
- Imperial Airways